# Avonacanthus
Avonacanthus is een geslacht van uitgestorven kraakbeenvissen uit het Vroeg-Carboon. De geslachtsnaam is afgeleid van de typeplaats Avon Gorge in de buurt van Bristol, Engeland. Het bevat als enige soort Avonacanthus brevis, die oorspronkelijk werd beschouwd als een soort van Ctenacanthus. Het is momenteel alleen bekend van vinstekels. Het is waarschijnlijk een cladistisch basale Heslerodide.